# Sly and the Family Stone
Sly and the Family Stone – amerykańska grupa soulowo-funkowa istniejąca w latach 1967–1983.

## Charakterystyka
Zespół, przekraczając granice muzyczne i kulturowe, był wyjątkową grupą jak na owe czasy: tworzyli ją biali i czarni muzycy, mężczyźni i kobiety. Muzyka grupy była eklektyczną mieszanką wszystkiego, co muzyka pop tamtych czasów miała do zaproponowania. Muzyka grupy najczęściej klasyfikowana jest jako psychodeliczny soul, lecz słychać w niej także wpływy rhythm and bluesa i psychodelicznego rocka. Grupa była też prekursorem takich stylów jak funk i disco. Do największych przebojów zespołu należały: „I Ain’t Got Nobody”, „Everyday People”, „Sing a Simple Song”, „Stand!”, „Everybody Is a Star”, polityczna pieśń „Don’t Call Me Nigger, Whitey” i popularny do dziś „I Want to Take You Higher”. W 1969 grupa wystąpiła na festiwalu w Woodstock.
W 1993 grupa Sly and the Family Stone została wprowadzona do Rock and Roll Hall of Fame.

## Skład grupy
- Rusty Allen gitara basowa
- Greg Errico perkusja
- Larry Graham gitara basowa, gitara, śpiew
- Jerry Martini saksofon
- Andy Newmark perkusja
- Pat Rizzo saksofon
- Cynthia Robinson trąbka
- Freddie Stewart gitara
- Sylvester Sly Stone Stewart śpiew, gitara, instrumenty klawiszowe
- Rose Stone śpiew

## Dyskografia
- 1967 Whole New Thing
- 1968 Dance to the Music
- 1968 M’Lady
- 1968 Life
- 1969 Stand!
- 1971 There’s a Riot Goin’ On
- 1973 Fresh
- 1974 Small Talk
- 1975 High on You
- 1976 Heard Ya Missed Me, Well I’m Back
- 1979 Back on the Right Track
- 1982 Ain’t But the One Way